# Le Tartuffe ou l'Imposteur
Pour les articles homonymes, voir Tartuffe (homonymie).
Le Tartuffe ou l'Imposteur est une comédie de Molière en cinq actes et en vers créée le 5 février 1669 sur la scène du Théâtre du Palais-Royal.
Une première version en trois actes, dont on ne possède pas le texte, avait été donnée, sous le titre Le Tartuffe ou l'Hypocrite, au château de Versailles, le 12 mai 1664, devant Louis XIV et une partie de la cour. Sur les instances de l'archevêque de Paris, Hardouin de Péréfixe, le roi en interdit les représentations publiques. Molière entreprend de remanier sa pièce pour la rendre moins provocante, et le 5 août 1667, au Palais-Royal, la troupe en donne une version en cinq actes intitulée L'Imposteur, dont on possède un synopsis précis. Interdite à son tour, elle n'a qu'une représentation. Dix-huit mois plus tard, à la faveur de la Paix clémentine, la version définitive est autorisée et connaît un immense succès public.
L'interdiction de la pièce était sans doute dictée par des considérations de politique religieuse, en particulier par la nécessité de ne pas affaiblir l'Église catholique dans un temps où la dissidence janséniste faisait peser sur elle la menace d'un schisme. La concomitance presque parfaite entre la signature de la Paix clémentine et la première représentation publique du Tartuffe dans sa version définitive confirme cette hypothèse.
Cette interdiction a entraîné une importante « querelle », à laquelle ont pris part diverses personnalités de l'époque. L'histoire mouvementée du Tartuffe, considéré comme l'un des chefs-d'œuvre de son auteur, a donné lieu à l'écriture des trois principaux textes non théâtraux de Molière — les requêtes ou « placets » présentés au roi en 1664 et 1667 et la préface de l'impression de 1669 —, dans lesquels se manifestent son habileté politique et son talent de polémiste.

### Première version : Le Tartuffe ou l'Hypocrite

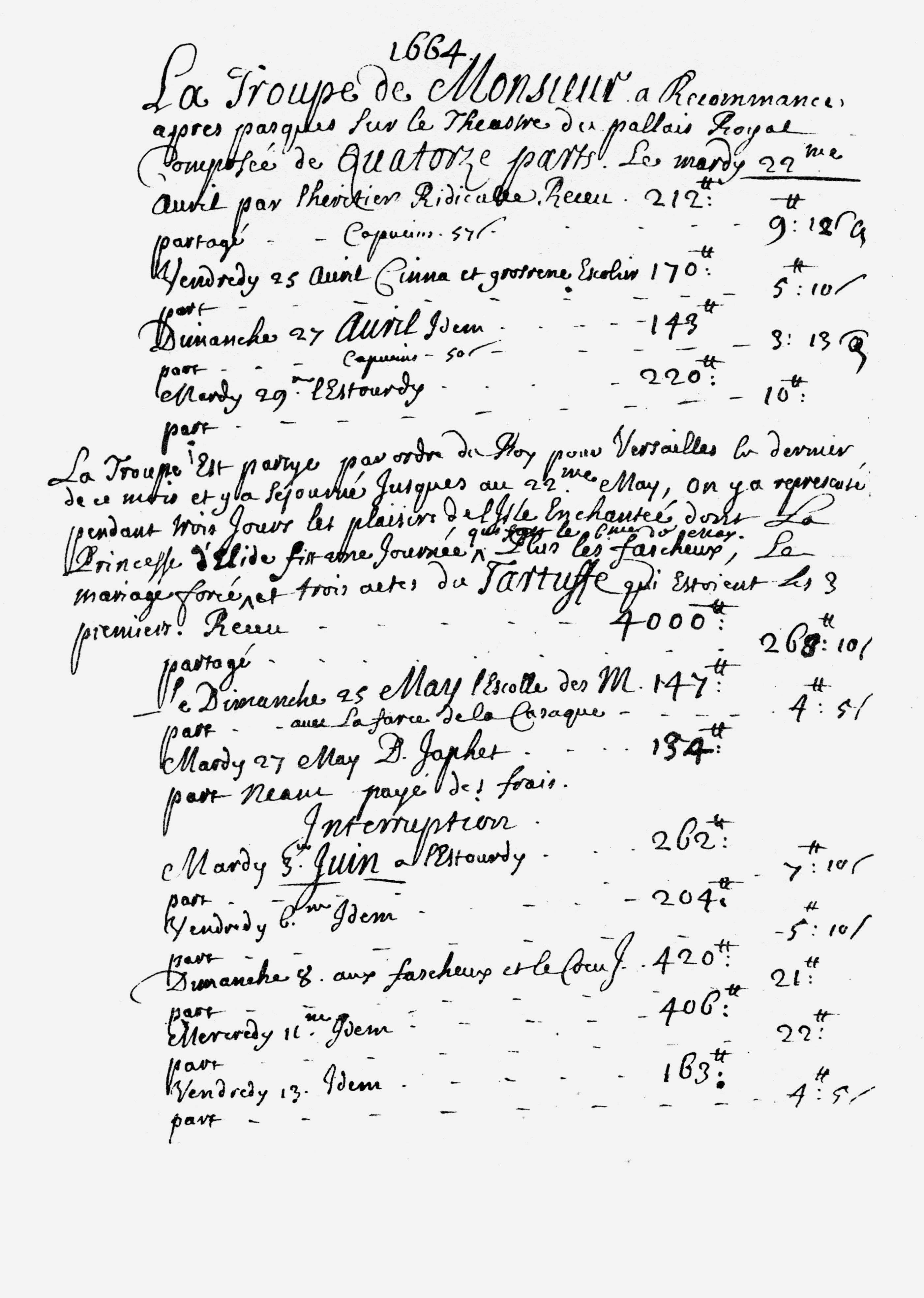
Page du registre de La Grange dans laquelle est consignée la création à Versailles du premier Tartuffe.

## Genèse de l'œuvre

### Création et interdiction
Les 7, 8 et 9 mai 1664, à Versailles, le jeune Louis XIV a offert trois journées de divertissement à quelque six cents invités sous le titre des Plaisirs de l'île enchantée. Le 12 mai suivant, la troupe de Molière donne dans le même lieu, mais devant un public plus restreint, une comédie intitulée Le Tartuffe (ou simplement Tartuffe).

Cette unique représentation est chaleureusement accueillie ; le gazetier Jean Loret évoquera dans sa Muse historique une « comédie morale… de grand mérite et très fort au gré de la cour ». Pourtant, dans les heures ou les jours qui suivent, Louis XIV fait défense à Molière de représenter sa comédie « en public ». La relation officielle de ces fêtes de Versailles, qui sera publiée dans les derniers mois de l'année, confirmera le succès de la pièce et fera connaître une partie au moins des motifs de l'interdiction : 

« Le soir, Sa Majesté fit jouer une comédie nommée Tartuffe, que le sieur de Molière avait faite contre les hypocrites ; mais quoiqu'elle eût été trouvée fort divertissante, le roi connut tant de conformité entre ceux qu'une véritable dévotion met dans le chemin du ciel et ceux qu'une vaine ostentation des bonnes œuvres n'empêche pas d'en commettre de mauvaises, que son extrême délicatesse pour les choses de la religion ne put souffrir cette ressemblance du vice avec la vertu, qui pouvait être prise l'une pour l'autre, et quoiqu'on ne doutât point des bonnes intentions de l'auteur, il la défendit pourtant en public et se priva soi-même de ce plaisir, pour n'en pas laisser abuser à d'autres, moins capables d'en faire un juste discernement. »

Certains historiens ont vu dans le veto royal l'effet d'une intervention de la reine-mère Anne d'Autriche ; mais une telle intervention de la mère du roi, qui, au témoignage de sa confidente et mémorialiste, « n’avait pas alors un grand crédit auprès [de son fils] », n'est attestée par aucun document de l'époque. L'interdiction serait due plus vraisemblablement à un compromis passé entre le jeune Louis XIV et son ancien précepteur, le tout nouvel archevêque de Paris, Hardouin de Péréfixe, qu'il avait chargé, quelques jours avant les fêtes, d'écraser la « secte janséniste », une hypothèse que semble confirmer l'article que la Gazette dite de Renaudot consacre aux deux affaires dans son ordinaire du 17 mai : 

« Cette semaine, on a ici publié l’édit vérifié au Parlement le 29 du passé, […] par lequel Sa Majesté ordonne […] que les bulles des papes Innocent X et Alexandre VII, qui condamnent les cinq propositions tirées du livre de Jansénius, seront publiées par tout le royaume, et enjoint à tous ecclésiastiques […] de signer le formulaire qui fut dressé le 17 mars 1657 par l’Assemblée générale du clergé de France, ainsi qu’il est plus amplement porté par cet édit, qui montre combien ce grand monarque est soigneux de retrancher toutes semences de division dans l’Église, et qu’aucun de ses prédécesseurs n’en porta jamais plus glorieusement le titre de Fils aîné, qu’il le soutient par cette délicatesse qu’il témoigne pour tout ce qui la regarde, comme il le fit encore voir naguère par ses défenses de représenter une pièce de théâtre intitulée L’Hypocrite, que Sa Majesté, pleinement éclairée de toutes choses, jugea absolument injurieuse à la religion et capable de produire de très dangereux effets. »

De toute évidence, commente un historien, le roi a accepté l'idée « qu’en pleine crise du catholicisme, il est dangereux de laisser représenter en public une pièce qui risque de saper l’autorité de l’Église. »

### Début d'une «Affaire Tartuffe»
L'annonce de l'interdiction de la pièce suscite aussitôt « la plus importante controverse de l'histoire du théâtre français ». Elle durera cinq ans et polarisera les positions sur les attributions respectives des pouvoirs civil et religieux, à un moment où cette question se posait en France avec une particulière acuité.
Dès le 24 mai 1664, Jean Loret se fait l'écho de la polémique naissante dans sa Muze historique : « … Toutefois un quidam m'écrit / (Et ce quidam a bon esprit) / Que le comédien Molière, / Dont la Muse n'est point âniére [= stupide], / Avait fait quelque plainte au Roi, / Sans m'expliquer trop bien pourquoi, / Sinon que sur son Hypocrite, / Pièce, dit-on, de grand mérite, / Et très fort au gré de la cour, / Maint censeur daube nuit et jour. »
On conçoit que cette satire de la dévotion ait plu au jeune roi, irrité, a-t-on dit, par les remontrances qu'il s'était entendu adresser au sujet de sa liaison avec Louise de La Vallière ; irrité au point que, selon le père Rapin, il aurait pu suggérer à Molière le sujet de sa comédie. Ce serait donc en pleine connaissance de cause que Louis XIV avait invité Molière à donner une avant-première du Tartuffe à Versailles.
S'il apparaît aujourd'hui que les historiens ont largement surestimé l'influence réelle de la Compagnie du Saint-Sacrement et son rôle dans l'interdiction du Tartuffe, il n'en reste pas moins que des croyants sincères pouvaient être choqués par la présence sur une scène de théâtre d'un directeur de conscience fourbe et lubrique, et l'on conçoit que Louis XIV se soit laissé convaincre par Péréfixe qu'il devait assumer son rôle de « Fils aîné de l'Église » et interdire à Molière de présenter en public « une pièce de théâtre capable de produire de très dangereux effets ».
En juillet 1664, Pierre Roullé, curé de l'église Saint-Barthélemy de Paris, antijanséniste notoire et auteur d'un manuel sur la direction de conscience, fait remettre à Louis XIV un opuscule tout à sa louange, Le Roy glorieux au monde, ou Louis XIV le plus glorieux de tous les roys du monde, dans lequel, sur trois pages d'une extrême violence, il décrit Molière comme un impie, un « démon vestu de chair et habillé en homme » et promis au feu de l'enfer pour avoir osé tourner en dérision la fonction de directeur de conscience.

Molière réagit aussitôt par un premier Placet, dans lequel il en appelle directement au roi, l'assurant que, loin d'avoir fait une satire de la dévotion, il n'a fait que remplir sa fonction d'auteur de comédie, dont il rappelle le traditionnel but moral : 

« Le Devoir de la Comédie étant de corriger les Hommes en les divertissant, j'ai cru que dans l'emploi où je me trouve je n'avais rien de mieux à faire que d'attaquer par des peintures ridicules les vices de mon Siècle ; et comme l'Hypocrisie sans doute en est un des plus en usage, des plus incommodes, et des plus dangereux, j’avais eu, Sire, la pensée que je ne rendrais pas un petit service à tous les honnêtes gens de votre royaume, si je faisais une comédie qui décriât les hypocrites, et mit en vue, comme il faut, toutes les grimaces étudiées de ces gens de bien à outrance, toutes les friponneries couvertes de ces faux-monnayeurs en dévotion, qui veulent attraper les hommes avec un zèle contrefait et une charité sophistiquée. »

Dans ce Placet, Molière présente les accusations dont il est l'objet comme d'autant moins fondées que sa pièce aurait obtenu, à l'en croire, l'approbation du légat du pape, le cardinal Flavio Chigi, présent à la cour et à Paris pendant l'été 1664.
L'interdiction royale s'applique aussi à l'étranger. En février 1666, Christine de Suède, désireuse de lire la comédie interdite, s'adresse à Hugues de Lionne, ministre des affaires étrangères de Louis XIV, pour en obtenir une copie. Lionne lui répond d'une part que « Molière ne voudrait pas hasarder de laisser rendre sa pièce publique, pour ne pas se priver de l’avantage qu’il se peut promettre, et qui n’irait pas à moins de 20 000 écus pour toute sa troupe, si jamais il obtenait la permission de la représenter », et d'autre part que « le Roi ne peut pas employer son autorité à faire voir cette pièce, après en avoir lui-même ordonné la suppression avec grand éclat ».

### Deuxième version:L'Imposteur
Ayant revu le spectacle en septembre 1664 à Villers-Cotterêts, chez son frère et sa belle-sœur, Louis XIV confirme son interdiction. Molière entreprend alors de remanier sa pièce. Il transforme son personnage, qui perd sa qualité de directeur de conscience laïc et son habit assez proche de celui d'un homme d'Église — grand chapeau, cheveux courts, petit collet, vêtements austères — pour devenir un aventurier louche sous le couvert d'un homme du monde dévot.
Au printemps 1665, la querelle du Tartuffe rebondit avec les représentations triomphales du Festin de Pierre, qui suscitent la publication de virulentes Observations sur une comédie de Molière intitulée le Festin de Pierre, auxquelles répondent en juillet-août deux partisans de Molière. Au cours du même été, Nicolas Boileau prend à son tour la défense de son ami dans un Discours au Roi, qui dénonce vigoureusement les bigots « Qui, tout blancs au dehors, sont tout noirs au dedans ».

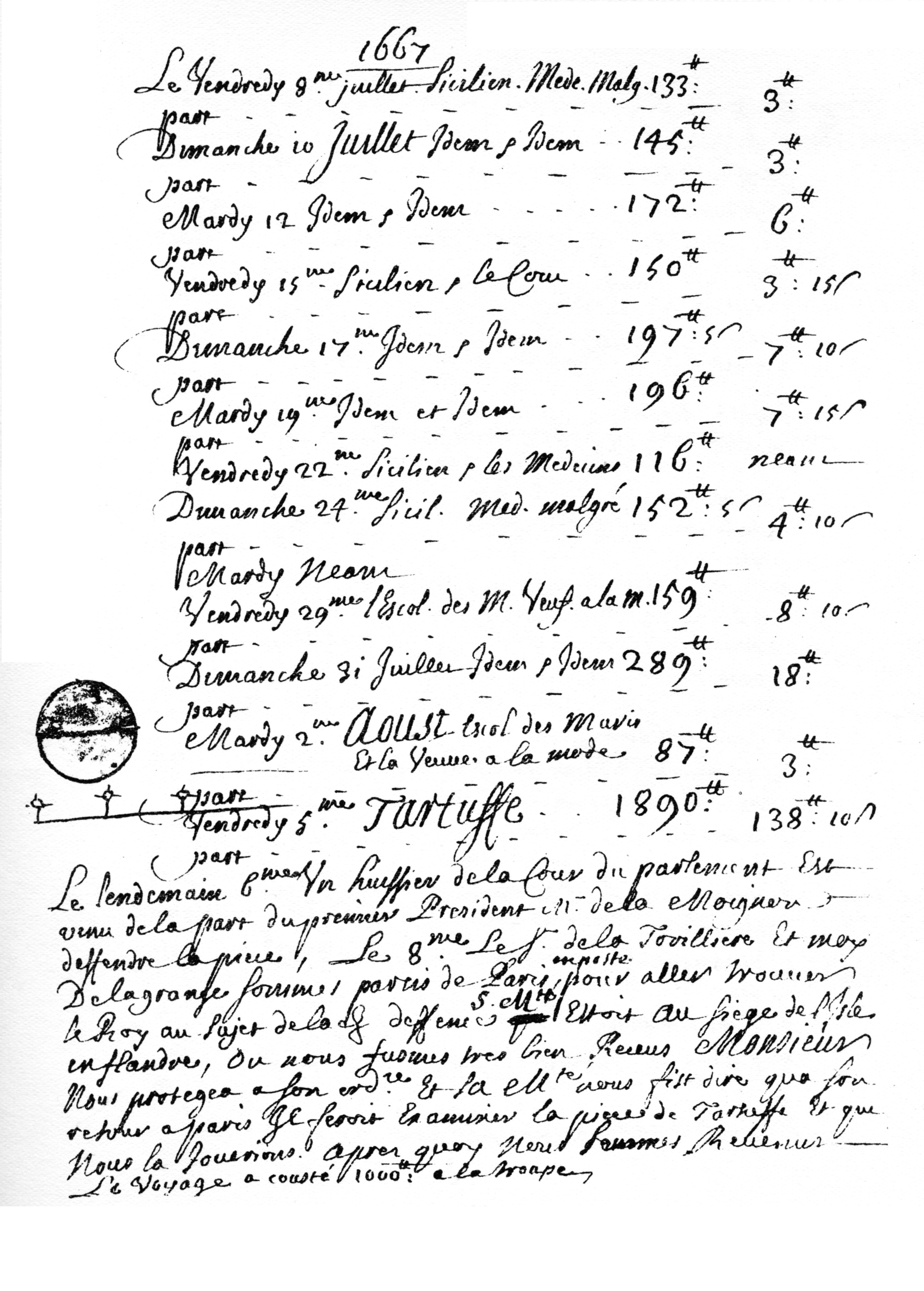
Page du registre de La Grange dans laquelle sont consignées la création et l'interdiction de la deuxième version du Tartuffe.

On sait, par une lettre du duc d'Enghien d'octobre 1665, que Molière est alors en train d'ajouter un quatrième acte à sa pièce (lequel correspondra au cinquième acte de la version définitive), de façon à créer un rebondissement : Tartuffe, devenu un escroc habile, ne se laissait plus chasser piteusement comme dans la version initiale, mais se révélait maître de la maison d'Orgon et de ses papiers compromettants. Du coup Molière peut produire à la dernière scène le coup de théâtre qui rétablit l'ordre familial bouleversé par les menées de l'imposteur. L'intervention royale, telle que l'Exempt la décrit dans les vers 1904-1944, n'est pas simplement celle d'un deus ex machina venu dénouer une action sans issue. Le roi est en effet présenté comme le garant de la véritable justice, qui ne se laisse pas prendre aux apparences.». Autrement dit, Molière avait transformé sa pièce en pièce politique dans laquelle le roi intervenait à ses côtés pour condamner les hypocrites. Il ne lui restait plus qu'à intercaler un deuxième acte, consacré aux amours malheureuses de la fille de la famille (promise au nouveau Tartuffe devenu faux homme du monde) et de son amoureux (absents de la version primitive).
La nouvelle version du Tartuffe, maintenant intitulé L'Imposteur, résulte d'un travail de réécriture et de restructuration entamé dans les derniers mois de 1664, après que Louis XIV a confirmé son interdiction.
Le 16 juillet 1667, Louis XIV, qui depuis deux mois se trouvait en Flandre dans le cadre de la Guerre de Dévolution, vient passer quelques heures à Saint-Cloud chez son frère et sa belle-sœur. Molière, qui a été convié à donner lecture de son Imposteur, obtient du roi l'autorisation orale de faire représenter sa pièce en public. La création a lieu le 5 août 1667 au Palais-Royal devant une salle comble. Le héros, désigné à présent comme un imposteur, et non plus comme un hypocrite, a été renommé Panulphe. Il se présente « sous l'ajustement d'un homme du monde », portant « un petit chapeau, de grands cheveux, un grand collet, une épée, et des dentelles sur tout l'habit ». Molière a ôté de sa pièce tout ce qui était susceptible de « fournir l'ombre d'un prétexte aux célèbres originaux du portrait [qu'il voulait] faire ».
Ces « adoucissements » n'y font rien : il n'y aura pas de seconde représentation. Dès le 6 août, le premier président du parlement de Paris Guillaume de Lamoignon, qui, pendant l'absence du roi, est chargé de la police de la capitale, signifie à la troupe par huissier que cette comédie est toujours officiellement sous le coup d'une interdiction. Molière et Boileau tentent une intervention auprès du président Lamoignon, mais celui-ci est inflexible : « il ne convient pas à des comédiens d'instruire les hommes sur les matières de la morale chrétienne et de la religion : ce n'est pas au théâtre à se mêler de prêcher l'Évangile. »
Le 8 août, La Grange et La Thorillière partent pour la Flandre, porteurs d'un Second placet que Molière adresse à Louis XIV, lequel, trop occupé par le siège de Lille pour les recevoir, leur fait dire « qu’à son retour à Paris, il ferait examiner la pièce de Tartuffe, et que nous la jouerions » (voir l'illustration ci-contre).
Le 11 août, l'archevêque de Paris, Hardouin de Péréfixe de Beaumont, fulmine un mandement menaçant d'excommunication toute personne qui représenterait, lirait ou entendrait réciter cette pièce. Le Roi a désormais les mains liées.
Durant tout ce temps le théâtre resta fermé, et ne rouvrit qu'au bout de sept semaines. Encore Molière ne se montra-t-il sur la scène qu’à six reprises, du 25 septembre au 14 octobre. Comme l'explique Forestier, il affecta d’en être réduit à ce qu’il disait redouter deux mois plus tôt à la fin de son placet : être condamné au silence « si les Tartuffes ont l’avantage ». Et il en profita, avec l'aval du roi, pour se consacrer durant ces semaines de retraite à l'écriture d'une nouvelle comédie à machines sur le thème de l'imposture, Amphitryon, qui fut créée en janvier suivant.

### Tentative de solution et relance de la querelle
Quelque temps après la publication du mandement de Péréfixe, Colbert demande à son bibliothécaire Étienne Baluze, docteur en droit canon, d'examiner la validité de ce mandement. Dans le brouillon que l'on a retrouvé de sa réponse, Baluze commence par observer que les formalités requises n'ont pas été respectées ; en effet, Péréfixe ne disposait pas du texte de la pièce et n'a donc pas pu l'examiner avec toute l'attention nécessaire. En outre, la comédie étant un divertissement public et légitime, l'évêque aurait plutôt dû « s'adresser aux Princes pour faire cesser les scandales par leur autorité ». Il conclut cependant de façon ambigüe : « si les temps sont assez bien disposés pour qu'on puisse user des derniers remèdes sans scandale et qu'on prévoye que la peine d'excommunication ne sera pas suivie du mespris des chrétiens, on peut en user dans les occasions où les choses saintes seroient ouvertement et impudemment tournées en ridicule. ». Tout en reconnaissant la légitimité du mandement de Péréfixe, Baluze suggère que l'effet de cette mesure extraordinaire est d'avoir provoqué le mépris des croyants. Julia Prest en conclut que « le scandale, même parmi les chrétiens, est maintenant le fait du mandement de Péréfixe et non celui de la pièce de Molière. »
L'affaire du Tartuffe prend une nouvelle ampleur avec la publication clandestine, le 20 août 1667, d'une Lettre sur la comédie de l'Imposteur, qui connaîtra un vif succès. L'auteur anonyme « qui prétend voler au secours de Molière, a adopté un ton si caustique et insolent, si hostile et méprisant envers les dévots (le plus souvent qualifiés de bigots et de cagots) et il développe une conception si rationnelle (et par là libertine) de la religion qu'il n'a certainement pas servi la cause de la pièce ni celle de Molière. » L'anonyme est d'ailleurs conscient de l'effet négatif que pourrait avoir son apologie de la pièce : « Je rends apparemment un très mauvais service à Molière par cette réflexion, quoique ce ne soit pas mon dessein. » Encore aujourd'hui son identité reste une énigme : « On s'interroge depuis trois siècles sur son identité, et rien dans ce texte ne permet de l'attribuer de façon décisive à l'un ou l'autre des écrivains le plus souvent proposés: La Mothe Vayer, Donneau de Visé, Chapelle, Subligny. »

### Version définitive:Le Tartuffe ou l'Imposteur

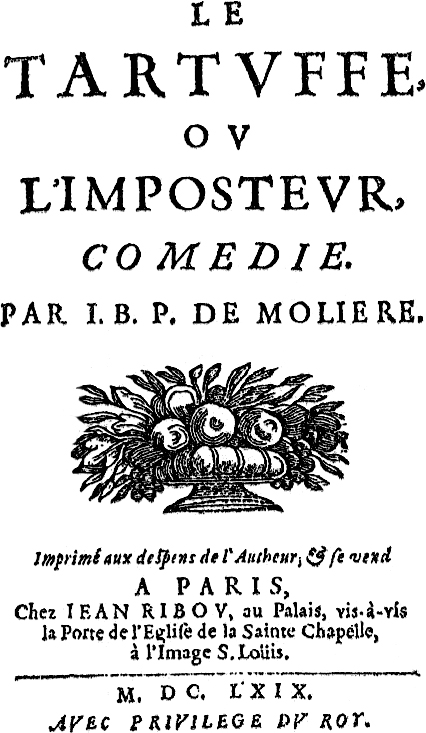
Page de titre de l'édition de 1669.

Il faudra attendre encore un an et demi, et le dénouement de la crise janséniste qui permit à Louis XIV de retrouver ses coudées franches en matière de politique religieuse : l'autorisation définitive du Tartuffe — désormais intitulé Le Tartuffe ou l'Imposteur — intervint « au moment exact de la conclusion définitive de la Paix de l'Église, aboutissement de longues négociations entre d'un côté les représentants du roi et le nonce du pape et de l'autre les représentants des Messieurs de Port-Royal et des évêques jansénistes. La concomitance est frappante : le 3 février, le nonce remit à Louis XIV deux « brefs » dans lesquels Clément IX se déclarait entièrement satisfait de la « soumission » et de « l'obéissance » des quatre évêques jansénistes», et le surlendemain la Troupe du Roy donnait la première représentation du Tartuffe.
Le 5 février 1669, la pièce, enfin autorisée, peut reparaître en public sur la scène du Palais-Royal et sous le titre Le Tartuffe ou l’Imposteur. La salle est archicomble, le succès est immédiat. Dans sa Lettre à Madame du samedi suivant, Charles Robinet témoignera que « maints coururent hasard / D'être étouffés dedans la presse, / Où l'on oyait crier sans cesse : / Je suffoque, je n'en peux plus ! » Il y aura quarante-quatre représentations consécutives et les comédiens de la troupe accepteront que, sa vie durant, Molière ait double part dans les recettes produites par la pièce.
C'est le triomphe de Molière, sa pièce le plus longtemps jouée (soixante-douze représentations jusqu'à la fin de l'année), son record de recettes (2 860 livres le premier jour, six recettes de plus de deux mille livres, seize de plus de mille, une moyenne de 1 337 livres contre 940 pour L'École des femmes). L'affaire du Tartuffe est aussi une affaire d'argent.

## Analyse de l'œuvre

### Une pièce complète en trois actes
On a cru pendant longtemps que la pièce donnée le 12 mai 1664 devant Louis XIV et ses invités était inachevée, et que Molière et ses camarades avaient représenté, probablement sous le titre Le Tartuffe ou l'Hypocrite, les trois premiers actes seulement d'une « grande comédie » conçue pour en compter cinq. Le spectacle se serait donc terminé sur le triomphe de Tartuffe s'apprêtant à épouser Marianne et à recevoir le don de la maison familiale de la main d'Orgon. Cette croyance reposait sur une lecture erronée des diverses sources concernant le spectacle donné à Versailles : le registre de La Grange, qui mentionne « trois actes du Tartuffe qui estoient les trois premiers » (mais la formule « qui étaient les trois premiers » est un rajout postérieur, utilisant une encre différente), et les retouches apportées par le même La Grange, dans l'édition posthume des Œuvres de Monsieur de Molière parue en 1682, à la relation officielle des fêtes de Versailles publiée à la fin de l'année 1664 sous le titre Les Plaisirs de l'Ile enchantée. Dans le texte de cette relation paru en 1664, on pouvait lire « Le soir Sa Majesté fit jouer une Comédie nommée Tartuffe, que le Sieur de Molière avait faite contre les Hypocrites » ; et c'est ce qu'on lit ensuite dans les éditions séparées de La Princesse d'Élide de Molière qui, toutes, reproduisent le texte de la relation des Plaisirs de l'Ile enchantée ; or, dans l'édition posthume des Œuvres de Monsieur de Molière parue en 1682 et supervisée par La Grange, le même texte devient « Le soir Sa Majesté fit jouer les trois premiers actes d’une Comédie nommée Tartuffe… »
Mais les chercheurs ont acquis aujourd'hui la conviction que ce premier Tartuffe était une pièce complète en trois actes correspondant approximativement aux actes I, III et IV de la version définitive (moins la dernière scène de l'acte IV), et dans laquelle les personnages de Mariane et de Valère, qui sont au centre du deuxième acte, n'existaient pas. À quoi s'ajoutait très probablement, comme le suggère Forestier dans l'adaptation du Tartuffe en 5 actes en une version en 3 actes qu'il a publiée sous le titre Tartuffe ou l'hypocrite , la scène du retour de Mme Pernelle, qui refuse de croire à la culpabilité de Tartuffe et provoque ainsi l'exaspération de son fils Orgon, qui lui-même ne voulait pas y croire un acte plus tôt (scène que Molière a relégué à la scène 3 de l'acte V). Cette première version s'ouvrait et se terminait ainsi sur le ridicule personnage de la vieille dévote Mme Pernelle.
La première opération a consisté à ajouter une ultime scène au troisième acte (qui devient la fin de l'acte IV dans la version définitive) et un quatrième acte (qui devient l'acte V dans la version définitive) : Tartuffe n'était plus cette sorte de moine laïc, gros et gras, victime de la tentation (un « hypocrite » tel que l'Église désignait les croyants insincères) ; il devenait un « scélérat », véritable criminel masqué qui simulait la dévotion afin de s'introduire dans les familles, s'emparer des héritages au détriment des fils, épouser les filles et coucher avec les épouses. Autrement dit, non plus un dévot sincère qui tombe dans l'hypocrisie parce qu'il succombe à la tentation de la chair, mais un hypocrite de profession, autrement dit « un imposteur » (titre que donna Molière à la nouvelle version augmentée de sa pièce). Ce qui a permis à Molière d'introduire Louis XIV lui-même, incarnation de la justice qui envoie un de ses représentants démasquer et arrêter le criminel — bel hommage au souverain qui, tout en étant contraint d'interdire la pièce durant cinq ans, n'en a pas moins soutenu discrètement l'entreprise de Molière. Mais, du coup, le contraste est frappant entre les deux visages de Tartuffe, le bonhomme des premiers actes et le froid calculateur de la fin de l'acte IV et de l'acte V. La critique s'étonne depuis trois siècles des disparités présentées par les paroles et le comportement du personnage. Mais l'évolution du projet imposée par les circonstances a eu pour effet de brouiller les intentions initiales de Molière et de faire passer au second plan la satire de la dévotion (car Orgon demeure un dévot ridicule dans son aveuglement béat envers son directeur de conscience).

### Résumé de la version en cinq actes
Orgon, père de famille, est tombé sous la coupe de Tartuffe, un hypocrite, manipulateur et un faux dévot. Il est, ainsi que sa mère, Madame Pernelle, la dupe de Tartuffe. Ce dernier réussit à le manipuler en singeant la dévotion et il est même parvenu à devenir son directeur de conscience. Il se voit proposer d'épouser la fille de son bienfaiteur, alors même qu'il tente de séduire Elmire, la seconde femme d'Orgon, plus jeune que son mari. Cette dernière tend un piège au scélérat pour convaincre son mari. Mais l'escroc cherche ensuite à chasser Orgon de chez lui grâce à une donation inconsidérée que celui-ci lui a faite de ses biens. De plus, en se servant de papiers compromettants qu'Orgon lui a remis, il va le dénoncer au Roi. Erreur fatale : le Roi a conservé son affection à celui qui l'avait jadis bien servi lors de la Fronde. Il lui pardonne et c'est Tartuffe qui est arrêté.
Acte I. La scène d'exposition s'ouvre sur le départ mouvementé de madame Pernelle, mère d'Orgon, déçue et révoltée par le train de vie que mènent ses petits-enfants, sa belle-fille Elmire et le frère de la première épouse d'Orgon. Ainsi l'acte s'ouvre-t-il sur le chaos suscité par la présence d'un parasite dans le foyer familial. Orgon apparaît alors. Avec une étrange émotion, il raconte à Cléante comment il a rencontré Tartuffe.
Acte II. Orgon veut annuler les fiançailles de Valère et de sa fille Mariane pour marier cette dernière à Tartuffe. Cette nouvelle cause une dispute entre les deux jeunes amants. Dorine intervient, les réconcilie et fomente un complot pour éliminer le parasite.
Acte III. Tartuffe apparaît enfin et déclare sa flamme à Elmire. Damis entend la conversation, les interrompt et rapporte tout à son père. Cependant, Orgon refuse de le croire. Il bannit et déshérite son fils et fait donation de tous ses biens à Tartuffe.
Acte IV. Cléante tente de convaincre Tartuffe de restaurer la justice en prenant la défense de Damis. Tartuffe l'ignore. Mariane à son tour supplie son père de changer d'avis. En vain. Elmire décide alors d'agir. Face à l'aveuglement de son mari, elle propose de tendre un piège à Tartuffe. Caché sous la table, Orgon pourra entendre comment son protégé fait des avances à Elmire dès qu'ils sont seuls. Survient alors Tartuffe. Les tentatives de séduction d'Elmire le rendent soupçonneux. Il demande alors qu'elle lui donne des preuves tangibles de son désir pour lui. Orgon laisse faire en restant caché. Il ne finit par réagir que lorsqu'il entend Tartuffe le décrire comme un « homme à mener par le nez. » Orgon chasse alors le perfide de chez lui mais le rusé personnage lui rappelle qu'il est déjà le nouveau propriétaire de la maison.
Acte V. M. Loyal, un huissier, annonce à la famille réunie qu'ils doivent vider les lieux. Pour aggraver les choses, Valère annonce à Orgon que Tartuffe est en train de l'accuser de haute trahison auprès du roi en produisant des documents compromettants que le naïf père de famille lui avait confiés. Coup de théâtre : l'exempt n'arrête pas Orgon mais Tartuffe. Le roi, pour récompenser les services rendus jadis par Orgon, lui pardonne et punit le délateur, coupable d'autres crimes commis en d'autres temps. Tout rentre dans l'ordre, le méchant est puni, Mariane et Valère pourront se marier.

### Personnages et distribution de 1669

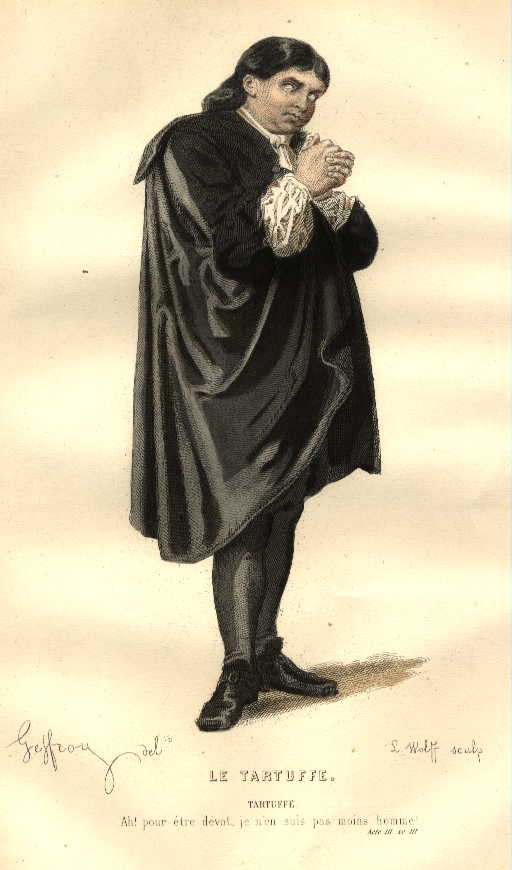
Tartuffe : Ah ! pour être dévot, je n'en suis pas moins homme (acte III, scène 3, vers 966).

| Acteurs ayant créé les rôles en 1669        |                   |
| Personnage                                  | Acteur            |
| Madame Pernelle, mère d'Orgon.              | Louis Béjart      |
| Orgon, mari d'Elmire.                       | Molière           |
| Elmire, femme d'Orgon.                      | Armande Béjart    |
| Damis, fils d'Orgon.                        | Hubert            |
| Mariane, fille d'Orgon et amante de Valère. | Catherine de Brie |
| Valère, amant de Mariane.                   | La Grange         |
| Cléante, beau-frère d'Orgon.                | La Thorillière    |
| Tartuffe, faux dévot.                       | Du Croisy         |
| Dorine, suivante de Mariane.                | Madeleine Béjart  |
| M. Loyal, sergent.                          | De Brie           |
| Un exempt                                   |                   |
| Flipote, servante de madame Pernelle.       |                   |

### Une pièce à clefs
Comme le notent les éditeurs de la Pléiade, « Il n'est pas anodin que trois siècles d'exégèse moliéresque n'aient pas réussi à identifier ceux que Molière appelle dans ses Placets les Originaux de son Tartuffe. »
Bien des contemporains ont cru reconnaître dans le personnage de Tartuffe les traits du conseiller spirituel du prince de Conti, l'abbé Roquette, qui avait une liaison avec Mlle de Guise et « dont on se moquait en lui reprochant de vouloir être admiré des dames et de ne pas écrire lui-même ses sermons ». Bernard Dupriez affirme que Pierre Gazzotti, Crétenet et Henri-Marie Bourdon ont également été soupçonnés comme clés de Tartuffe.
D'autres ont vu dans Orgon le prince de Conti lui-même. Tallemant des Réaux y voit les traits de l'abbé de Pons, amoureux de Ninon de Lenclos. Tallemant a conté une autre historiette mettant en scène un possible modèle de Tartuffe dans la personne de Nicolas Charpy de Sainte-Croix.

### Les thèmes
Les intentions de Molière ont été entièrement brouillées par la réécriture de la pièce et son passage de trois à cinq actes. Si l'on se fie à ce qu'on peut savoir du premier Tartuffe en trois actes (voir plus haut), la pièce avait été conçue non point comme une attaque de l'hypocrisie des hommes en général et de la fausse dévotion, mais comme une satire de la (vraie) dévotion. Tous les traités de dévotion depuis l’Introduction à la vie dévote de François de Sales insistaient sur la nécessité absolue, pour quiconque voudrait vivre « en Dieu » tout en restant « dans le monde », de se laisser guider par un directeur de conscience : un homme distinct du confesseur et le plus souvent choisi parmi une catégorie relativement répandue, des laïcs qui avaient fait vœu d'obéissance à Dieu, de pénitence, de pauvreté, de chasteté. Ce mouvement de réforme des mœurs était orchestré par la Compagnie du Saint-Sacrement, une société secrète qui faisait notamment campagne contre le théâtre et dont un des historiens écrit qu'elle « contribua grandement, en 1664, à la suppression de la “méchante comédie de Tartufe“ ». La toute-puissance acquise par ces hommes dans certaines familles était déplorée par les catholiques modérés et moquée par les incrédules (ceux que l'Église appelait les « libertins », au nombre desquels ses adversaires rangeaient Molière). Surtout que ces directeurs de conscience étaient des hommes, qu'ils étaient donc souvent victimes des tentations humaines et que dès lors ils tombaient dans le défaut que depuis ses origines l'Église chrétienne appelait hypocrisie envers Dieu : se persuader soi-même qu'on agit par et pour Dieu, alors qu'en fait on est guidé par les passions humaines, orgueil, concupiscence, etc. Autrement dit, catholiques modérés et libres penseurs estimaient que la « vie dévote » aboutissait à mettre des familles entières sous la coupe d'un couple infernal : le chef de famille aveuglément abandonné entre les mains du directeur de conscience qu'il considère comme l'émanation de la parole de Dieu ; et le directeur de conscience qui prétend guider tout le monde mais qui est incapable de se guider lui-même.
L'hypocrisie est certes un thème dominant dans la version de 1669, ce qui permet de classer Le Tartuffe dans la lignée des autres pièces de Molière, Les Précieuses ridicules, Le Misanthrope, Le Festin de Pierre, L'Avare, Le Bourgeois gentilhomme, et visant à peindre et ridiculiser un vice. Lorsqu'il publia la version en cinq actes de sa pièce, Molière écrivit une préface destinée à masquer ses intentions initiales en prétendant que son objectif premier avait été de dépeindre « un méchant homme ». Il précise en outre que « l'hypocrisie est dans l'État, un vice bien plus dangereux que tous les autres ». Un hypocrite est une personne dont les actes camouflent la pensée. Tartuffe est un personnage qui ne révèle pas ses sentiments intérieurs. Molière va donc pendant deux actes présenter Tartuffe au travers des descriptions qu'en font les autres personnages sans jamais le montrer sur scène. De cette façon, le spectateur peut se faire une opinion du personnage avant que celui-ci n'apparaisse. Dès la première scène, le personnage est campé, décrit par Damis comme un « cagot de critique », par Dorine comme « un gueux qui, quand il vint, n'avait pas de souliers » et qui se comporte en maître, un hypocrite et un jaloux, un goinfre et un bon vivant (scène IV). Orgon, par contraste, le voit comme un humble, un doux, priant avec de grands soupirs, refusant l'aumône et se chargeant de tous les péchés, un être vertueux combattant tous les vices, sans voir que sous cette humilité se cache un ambitieux qui a pris le pouvoir dans sa maison. Ainsi la double facette du personnage est présentée et quand Tartuffe paraît, le spectateur connait déjà la duplicité de ce faux dévot et se demande seulement comment les honnêtes gens vont réussir à mettre au jour sa supercherie. L'attirance pour Elmire que Tartuffe ne peut cacher semble être son point faible mais quand il est accusé de ce fait, il abonde tant dans ce sens, se traitant lui-même plus bas que terre (méchant, coupable, scélérat, chargé de souillure, de crimes et d'ordures, perfide, infâme, perdu, homicide) qu'il coupe l'herbe sous les pieds de ses accusateurs et se pose en victime. Il faudra qu'Orgon lui-même soit témoin de la scène pour qu'il comprenne enfin le personnage capable de dire de la morale « ce n'est pas pécher que pécher en silence » et d'Orgon « Je l'ai mis au point de tout voir sans rien croire. »
Molière savait qu'en écrivant une satire burlesque sur l'aveuglement ridicule d'un chef de famille qui oublie toute charité chrétienne et sur l'hypocrisie d'un directeur de conscience, amateur de bonne chère et qui lutine sans vergogne la maîtresse de maison, il ferait rire la majorité de son public, tant à la ville qu'à la cour.
La pièce a fait scandale parce que, tout en prétendant viser les faux dévots, elle attaquait aussi les vrais dévots, ainsi que l'affirment ses adversaires. Son contemporain Louis Bourdaloue, dans un sermon sur l'hypocrisie, dénonce cette pièce comme « une de ces damnables inventions pour humilier les gens de bien, pour les rendre tous suspects » et estime qu'il n'est pas du ressort d'un comédien de toucher à l'hypocrisie religieuse. Deux siècles plus tard, un critique reconnaît que « libertins et dévots […] savent fort bien que rien n'est plus aisé, quoi qu'en dise Molière, que de confondre le masque et la personne […] Il n'est pas contestable […] qu'en raillant la fausse dévotion il ne fournît des armes contre la dévotion véritable. »
 

Comme Molière s'est défendu en accusant les opposants à sa pièce d'être des « faux-monnayeurs en dévotion » et en demandant de « bien distinguer le personnage de l’hypocrite d’avec celui du vrai dévot », il a lui-même invité à poser le débat en ces termes de sorte que, aujourd'hui encore, les critiques tentent de déterminer si Molière a mis en scène un vrai ou un faux dévot. Dans la pièce, la définition que donne Cléante du « vrai dévot » est entièrement centrée sur des caractéristiques négatives, tout comme l'est celle qu'en donne le partisan de Molière dans la Lettre sur les observations : 

« Je vous diray pourtant […] que les veritables Devots ne sont point composez, que leurs manieres ne sont point affectées, que leurs grimaces et leurs demarches ne sont point estudiées, que leur voix n'est point contrefaite, et que ne voulant point tromper, ils n’affectent point de faire paroistre que leurs mortiﬁcations les ont abattus. »

La pièce dérange les pouvoirs autoritaires. Un siècle et demi après sa représentation, Napoléon s'est étonné que Louis XIV ait fini par autoriser la pièce : « Je n'hésite pas à dire que, si la pièce eût été faite de mon temps, je n'en aurais pas permis la représentation. »
Roger Planchon, dont la mise en scène du Tartuffe lors du 21e festival d'Avignon (juillet 1967) eut un grand succès, écrit : « La pièce montre d'une façon exemplaire les passages entre une idéologie et des sentiments, comment on vit avec des idées et comment ces idées passent dans notre vie, comment nous croyons exposer certaines idées alors que notre discours est totalement porté par des mouvements psychologiques, ou à l'inverse, ce que nous croyons être notre profondeur psychologique recouvre en fait une donnée sociale dont nous n'avons pas pris conscience… À partir du moment où l'on se propose de régenter la vie par quelques concepts idéologiques, la machine ironique mise en place par Molière fonctionne. »

## Rebondissement de la querelle duTartuffeau Québec
En 1694, le gouverneur de la Nouvelle-France, Louis de Buade de Frontenac encourage la représentation du Tartuffe à Québec par un théâtre amateur pour la saison du Carnaval. Quand Mgr de Saint-Vallier, évêque de Québec, apprend la nouvelle, il demande des explications à Frontenac, lequel lui répond simplement : « Puisqu'il se joue à Paris ». Décidé à empêcher cette représentation, il émet le 16 janvier deux mandements. Le « Mandement au sujet des comédies » interdit d'assister à la représentation de cette pièce ou de toute autre similaire et il le fait dans des termes pas très éloignés de ceux qu'avait employés Péréfixe dans son décret d'excommunication du 11 août 1667 contre toute représentation du Tartuffe : 

« Nous déclarons que ces sortes de spectacles et de comédies ne sont pas seulement dangereuses, mais qu'elles sont absolument mauvaises et criminelles d'elles-mêmes et qu'on ne peut y assister sans péché, et comme telles nous les condamnons et faisons défenses très expresses à toutes les personnes de notre Diocèse de quelque qualité et condition qu'elles soient de s'y trouver. »

 Le second mandement intitulé « Mandement sur les discours impies » dénonce nommément Jacques Mareuil, jeune officier de marine et comédien amateur qui devait jouer le rôle de Tartuffe. L'évêque l'accuse de tenir des propos « capables de faire rougir le ciel » et le menace « des carreaux de la vengeance divine. »
Pour obtenir que Frontenac retire complètement la pièce, Saint-Vallier lui offre cent pistoles, que le gouverneur accepte par plaisanterie.
Mareuil, qui s'est vu interdire l'entrée dans toutes les églises et l'accès aux sacrements, fait vainement appel et est emprisonné le 14 octobre 1694 pour avoir participé aux répétitions d'une pièce qui n'a même pas été jouée. Il sera libéré sur l'intervention de Frontenac le 29 novembre, alors que Saint-Vallier vient de rentrer en France. Le bruit de l'affaire arrive jusqu'à Versailles, où Mareuil et Saint-Vallier doivent s'expliquer. Les deux parties sont réprimandées et Saint-Vallier, qui refuse de démissionner, peut toutefois retourner à son poste à la condition de ne plus outrepasser ses pouvoirs. Toutefois, l'interdiction lancée contre le théâtre public persistera jusqu'à la fin du régime français, ce qui empêchera « l'enracinement d'une tradition théâtrale propre au Canada. »

## Sources

### Sources du sujet
Pour créer son personnage, Molière se serait, selon certains historiens, inspiré de l’Ipocrito de Pierre l'Arétin (1542), comédie dans laquelle le héros éponyme, personnage aux yeux baissés, maigre et goinfre, habillé de noir et portant un bréviaire sous le bras, s'introduit dans la maison de Liseo, flattant le maître de maison, convoitant son épouse et intriguant pour parvenir à ses fins. Dans ses Sources de Molière (1999), Claude Bourqui, après avoir analysé les similitudes entre les deux œuvres et observé qu'« elles ne sont importantes ni en volume ni en degré », conclut qu'« il est loin d'être certain que Molière ait connu la comédie de l'Arétin » et qu'« à aucun titre Lo ipocrito ne peut être envisagé comme une source du Tartuffe ».
Il est certain, en revanche, que Molière s'est inspiré d'une nouvelle de Scarron, Les Hypocrites, traduite de l'espagnol et publiée en 1655, soit neuf ans avant Le Tartuffe. Dans cette nouvelle, le personnage de Montufar est un souteneur et un vil escroc qui se comporte en dévot et est unanimement célébré à Séville.

### Origine du mot Tartuffe

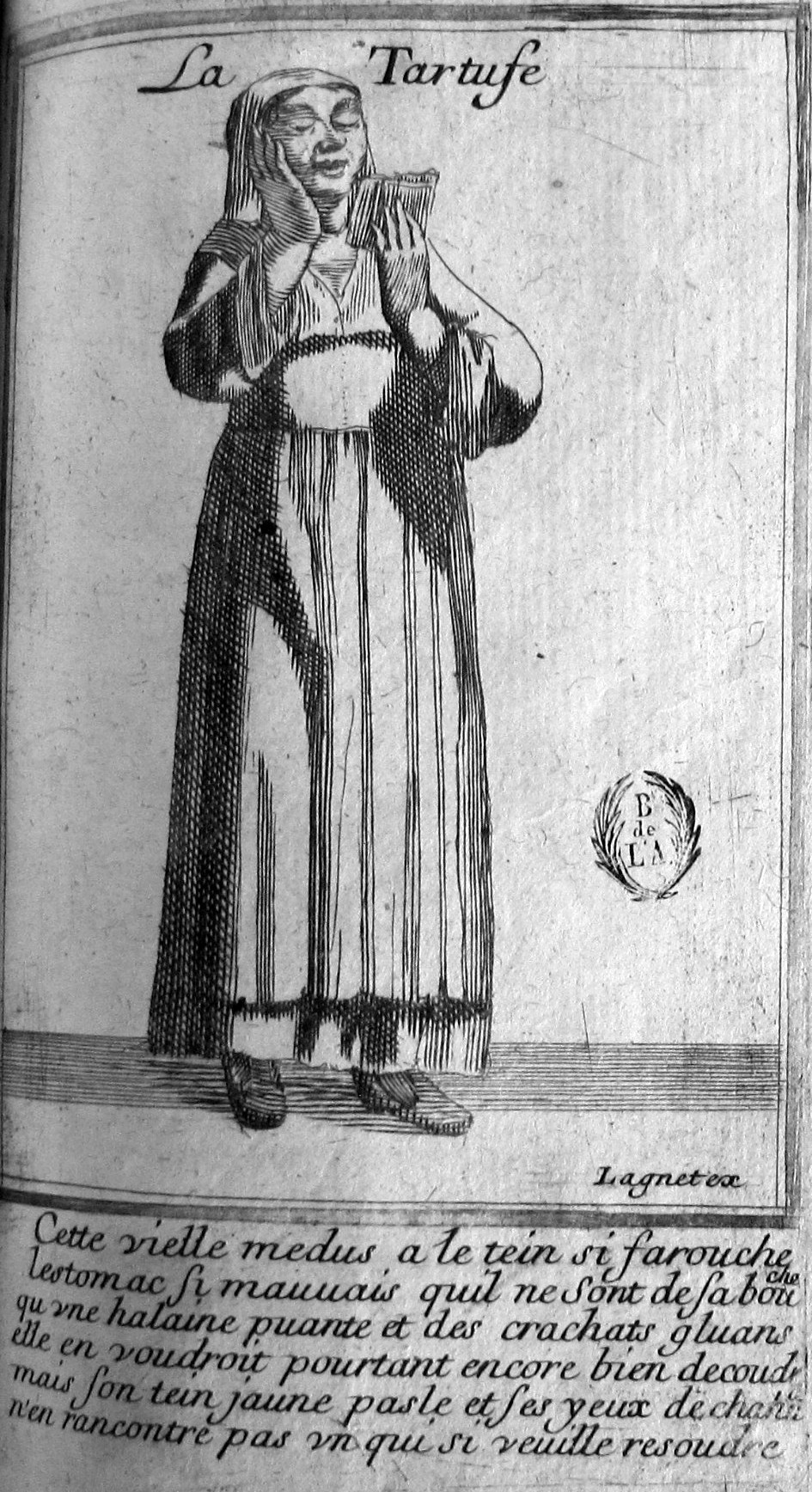
La Tartufe, gravée par Jacques Lagniet. BNF-Arsenal.

Plusieurs hypothèses ont été émises sur l'origine du nom de Tartuffe. L'une des plus anciennes est celle formulée dans la première moitié du XVIIe siècle par l'abbé de Longuerue, qui le fait dériver de l'allemand der Teufel (le diable). Elle n'a été reprise par aucun autre auteur. Vers la même époque, plusieurs auteurs rapprochent le mot des tartufoli (truffes) italiens.
Quand Molière choisit d'appeler ainsi son hypocrite, le mot était depuis plusieurs siècles un nom commun de la langue française à l'orthographe encore variable : tartuffe, tartufe, tartufle, taltufle. Dérivé comme son équivalent italien du latin terræ tuber (tumeur ou excroissance de terre), c’était un doublet et parfois un synonyme du mot truffe dans ses diverses acceptions, comme on peut le constater dans Le Champion des dames de Martin Le Franc (1440) et dans la traduction française du De honesta voluptate ac valetudine de Bartolomeo Sacchi, dont le chapitre De tuberibus (Des tubéracées) avait été traduit « Des treufles ou tartufles » en 1505 par Didier Christol. Le mot trufe ou truffe apparaît en ancien français avec le sens général de tromperie, et trouve encore sa place dans le Thresor de la langue françoyse tant ancienne que moderne de Jean Nicot (1606) : « Truffe, Trufferie pour mocquerie, Truffer pour mocquer » . On le trouve aussi chez La Fontaine dans Le Chat et le Renard: "C'étaient deux vrais Tartufs, des archipatelins".
Toujours féminin, tartuffe apparaît à l’aube du XVIIe siècle dans Le Mastigophore, pamphlet d’Antoine Fuzy, où il a une valeur nettement métaphorique, proche de celle que lui donnera Molière : « Tu fais le Quintilien sauvage et bocager, le Salomon nouveau, le Docteur Salope, le Camerlingue d’éloquence, l’Aristarque de factorerie, et tu n’es qu’une tartuffe, qu’un butor, qu’une happelourde. » Le personnage était encore féminin peu avant la pièce de Molière, comme l'atteste une vignette intitulée « La Tartufe » et imprimée probablement avant 1663.
D'autres théories ont également été émises sur l'étymologie du mot.
Après avoir eu le sens de « truffe aphrodisiaque, de trompeur rusé ou d’homme du peuple qui sent fort », le mot tartuffe est donc devenu avec Molière un mot masculin et a pris son sens actuel d'hypocrite, avec tout le jeu des dérivés tartuferie, tartufier, etc. Signe de la popularité instantanée du terme, dès 1665, le sieur de Rochemont évoque dans ses Observations sur une comédie de Molière intitulée le Festin de Pierre, « tant de bons pasteurs que l’on fait passer pour des tartuffes », et Donneau de Visé écrit dans sa Lettre sur les Observations : « À quoi songiez-vous, Molière, quand vous fîtes dessein de jouer les tartufles ? », puis, plus loin, « [Le roi] savait bien ce qu’il faisait en laissant jouer le Festin de Pierre, qu'il ne voulait pas que les tartufles eussent plus d'autorité que lui dans son royaume. » 
Les dictionnaires ne sont pas en reste. En 1690, le Furetière enregistre le mot, qu'il définit ainsi : « Tartuffe. Faux dévot et hypocrite. Molière a enrichi la langue de ce mot, par une excellente comédie à qui il a donné ce nom, dont le héros s'appelle ainsi. Elle est imitée d'une fort jolie nouvelle espagnole qui s'appelle Montufar. »
Sensible aux connotations évoquées par les sonorités, Sainte-Beuve fait remarquer : « Tartuffe, Onuphre, Panulphe ou encore Montufar chez Scarron, tous ces noms nous présentent la même idée dans une onomatopée confuse, quelque chose en dessous et de fourré ».

## Postérité de l'œuvre
Dans ses Caractères La Bruyère fait référence à Tartuffe dans le portrait d'Onuphre (De la Mode, XIII), mais en en corrigeant le portrait.
Au XVIIIe siècle, Beaumarchais donne à son drame La Mère coupable le sous-titre L'autre Tartuffe.
Durant les premières années de la Restauration, les représentations de Tartuffe sont l'occasion de montrer, malgré la censure, une opposition à l'Église catholique, celle-ci regagnant une partie de son pouvoir perdu durant la Révolution française. 41 incidents en lien avec des représentations de la pièce sont ainsi rapportés à cette période dans 23 départements différents.

### Principales mises en scène et adaptations
La pièce, toujours jouée, a connu des mises en scène notables et de nombreuses adaptations. Le site Les Archives du spectacle en répertorie plus de 150, parmi lesquelles :
- 1907 : Mise en  scène d'Antoine à l'Odéon[67].
- 1967 : Mise en scène de Roger Planchon dans la Cour d'honneur du palais des papes lors du 21e Festival d'Avignon (juillet 1967).
- 1968 : Mise en scène de Jacques Charon, Comédie-Française[68].
- 1973 : Mise en scène de Jean Meyer, Théâtre des Célestins à Lyon du 7 au 28 mars, avec Brigitte Fossey, Caroline Sihol, Fernand Guiot, Héléna Manson, Denise Benoit, Jean-Paul Lucet et Jean Marais.
- 1995 : Mise en scène d'Ariane Mnouchkine, La Cartoucherie. La pièce se passe en Orient dans des milieux musulmans intégristes[69],[70].
- 2008 : Mise en scène de Stéphane Braunschweig[71].
- 2016 : Mise en scène de Denis Marleau, en collaboration avec Stéphanie Jasmin. Tout en restant fidèle au texte original, Marleau transpose l'action dans le contexte de la Révolution tranquille au Québec[72],[73].
- 2018 : Mise en scène de Peter Stein, Paris, Théâtre de la porte Saint-Martin.
- 2021-2022 : Mise en scène de Macha Makeïeff, La Criée - Théâtre national de Marseille, tournée.
- 2022-2023 : Mise en scène de l'adaptation/reconstitution en 3 actes publiée par Georges Forestier sous le titre Tartuffe ou l'hypocrite par Ivo van Hove à la Comédie-Française.

La pièce a aussi fait l'objet de réécritures, tels Le Tartuffe repenti de Bernard Diez (1959) et Le Tartuffe de Molière par Rolf Hochhuth.

### Adaptations au cinéma, à l'opéra et en bande dessinée
- 1926 : Tartuffe de F.W. Murnau.
- 1962 : Le Tartuffe, noir et blanc, Jean Meyer, réalisateur, avec Anne Vernon, Denise Benoît, Jean Parédès, Gabrielle Dorziat, Jean Meyer, etc.
- 1980 : Le Tartuffe ou l'Imposteur, film de Jean Pignol, avec Michel Galabru, Germaine Delbat et Pierre Gallon. Production TF1.
- Opéra bouffe Tartuffe, en trois actes du compositeur américain Kirke Mechem (en). L'action se situe à Paris au XVIIe siècle. Créé le 27 mai 1980 à l'opéra de San Francisco.
- 1984 : Le Tartuffe de Gérard Depardieu
- En 2008, Fred Duval en a fait le scénario d'une bande dessinée : Tartuffe. De Molière 1. Dessinateur : Zanzim. Coloriste : Hubert.